# Ламетти, Давид
Давид Т. Ламетти (англ. David T. Lametti; род. 10 августа 1962, Порт-Колборн) — канадский юрист и политик, министр юстиции и генеральный прокурор (2019—2023).

## Биография

### Образование и профессиональная карьера
В 1985 году окончил Торонтский университет со степенью бакалавра искусств по экономике и политологии, в 1989 году получил степени бакалавра права и бакалавра гражданского права в университете Макгилла. В 1999 году получил степени магистра права в Йельской школе права и доктора философии в Оксфорде. Работал помощником судьи Питера Кори в Верховном суде Канады, состоит в коллегиях адвокатов Онтарио и Квебека. Профессор университета Макгилла, специализируется в правовом регулировании прав интеллектуальной собственности.

### Политическая карьера
По итогам парламентских выборов 19 октября 2015 года, представляя Либеральную партию, избран в Палату общин от монреальского округа Лассаль-Эмар-Верден с результатом 43,9 % против 29 % у сильнейшего из четырёх соперников — Элен Леблан от НДП.
2 декабря 2015 года назначен парламентским секретарём министра внешней торговли.
30 января 2017 года назначен парламентским секретарём министра инноваций, науки и экономического развития.

### В должности министра юстиции и генерального прокурора
14 января 2019 года министр юстиции и генеральный прокурор в правительстве Трюдо Джоди Уилсон-Рейболд перемещена в кресло министра по делам ветеранов, а её прежний портфель получил Ламетти.
1 марта 2019 года Министерство юстиции Канады официально начало процесс экстрадиции в США финансового директора китайской корпорации Huawei Мэн Ваньчжоу, подозреваемой в нарушении американских санкций против Ирана (при этом окончательное решение должен принять именно министр юстиции, и на данном этапе Ламетти отказался комментировать сложившееся положение). 24 сентября 2021 года по достижении соглашения Ваньчжоу с Министерством юстиции США об отсрочке её судебного преследования до конца 2022 года она была освобождена и вылетела в Китай на зафрахтованном китайскими властями самолёте; одновременно в Китае освобождены два гражданина Канады.
21 октября 2019 года Ламетти переизбран в прежнем округе, получив почти вдвое больше голосов, чем главный оппонент — кандидатка Квебекского блока Изабэль Дион.
20 сентября 2021 года досрочные выборы принесли Ламетти новый успех: он заручился поддержкой 42,7 % избирателей, а сильнейший из соперников Рафаэль Герар (Raphaël Guérard) из Квебекского блока — 22,4 %.
26 июля 2023 года в ходе серии кадровых перемещений Ламетти был исключён из Кабинета.